# سانت‌آنجلو دی برولو
سانت‌آنجلو دی برولو (به ایتالیایی: Sant'Angelo di Brolo) یک کومونه در ایتالیا است که در استان مسینا واقع شده‌است. سانت‌آنجلو دی برولو ۳۰٫۲ کیلومتر مربع مساحت و ۳٬۶۵۶ نفر جمعیت دارد و ۳۱۴ متر بالاتر از سطح دریا واقع شده‌است.